# 세계 4대 문명
세계 4대 문명(世界四大文明) 인류 역사상 최초로 일어난 문명 중 메소포타미아 문명, 이집트 문명, 인도 문명, 중국 문명의 네 문명이 현대 인류 문명의 원류가 된다는 관점 하에 네 문명을 일컫는 말이다. 학술적인 용어가 아니라 통속적이고 관습적인 용어이며, 20세기 이후 동아시아에서만 사용되는 표현이다.
국제적으로는 4대 문명 대신 문명의 요람이라는 개념이 통용된다.

## 유래

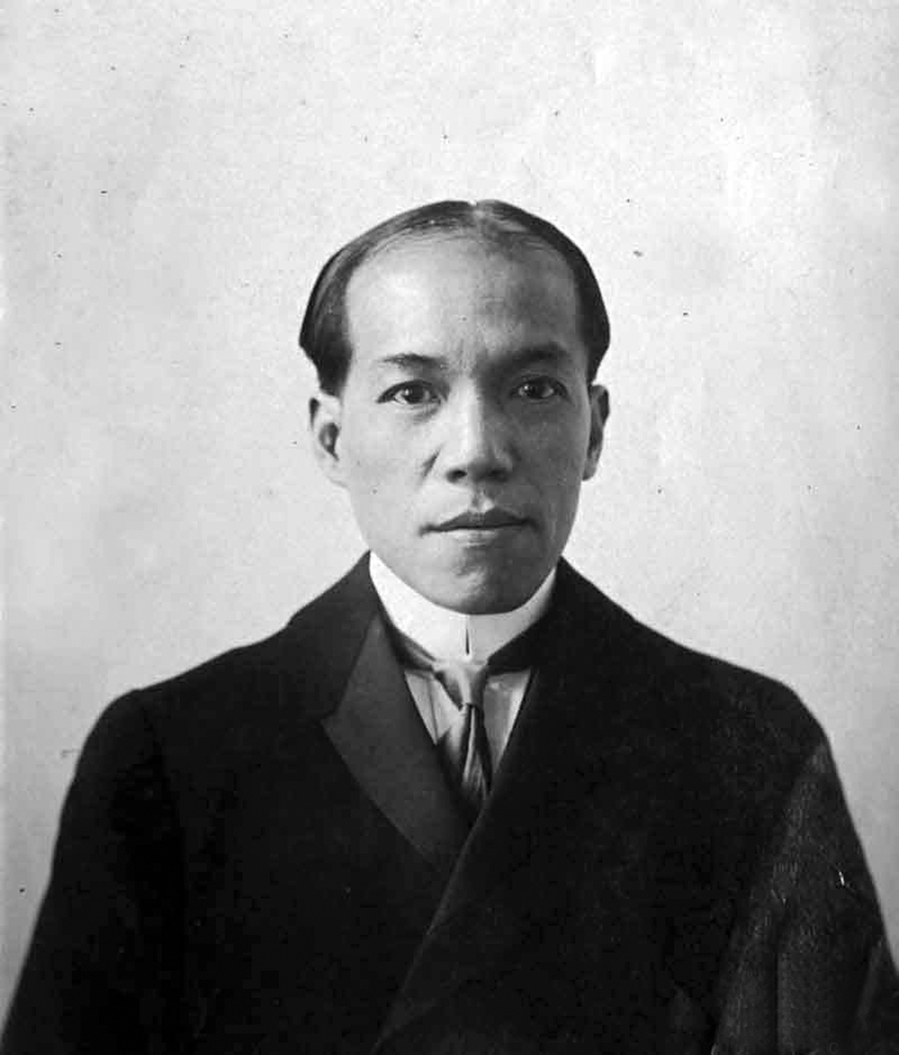
4대 문명 개념을 처음 제안한 것으로 알려진 량치차오

4대 문명에 대한 개념의 제창자는 명확하게 알려지지 않았으며, 몇 가지 가설이 있는 상태다.
첫 번째 가설은 일본 고고학자 에가미 나미오가 이 개념을 제안했다는 것이다. 스기야마 마사아키는 에가미 본인이 '4대 문명'은 자신이 제안한 개념이라 말하고 다녔다고 회고한다. 또 무라이 아츠시(村井淳志) 역시 개인적으로 조사한 결과 '4대 문명'이라는 어구가 1952년 에가미가 몸담았던 야마카와 출판사에서 발행한 교과서 〈재정 세계사〉에서 처음 확인되었다고 한다. 에가미의 개념은 주로 일본의 영향을 많이 받았던 국가들의 학계나 교육계에 전파되었다.
두 번째 가설은, 중국 청나라 말기의 지식인 량치차오가 이 개념을 제안했다는 것이다. 구체적으로 량치차오는 1900년에 지은 시 〈20세기 태평양가〉에서 "지구상 고대 문명의 조국에는 네 가지가 있으며 중국·인도·이집트·소아시아이다"라는 구절이 처음 등장한다는 것이 그 근거다. 량치차오를 포함하여 20세기 초 중국인 지식인들의 문명관은 이후 후쿠자와 유키치, 우키타 가즈타미 등 일본인 학자의 문명관에 영향을 주었다.

## 문명의 발생지
세계 4대 문명에는 B.C. 4000~B.C. 3000년경 큰 강 유역에서 발달한 최초의 인류 문명 발생지들이 있는데 인류의 발생지로 여겨지는 아프리카를 중심으로 나열해서 고대 문명의 발상지로는 나일 강변의 이집트 문명, 티그리스 · 유프라테스 강 유역의 메소포타미아 문명, 인도의 인더스 강 유역의 인도 문명, 중국 황허 유역의 중국 문명을 들 수가 있다. 이들 지역은 큰 강의 유역으로, 교통이 편리하고, 관개 농업에 유리한 물이 풍부하며, 공통적으로 청동기, 문자, 도시 국가라는 특징을 지니고 있다.
- 이집트 문명 발상지: 나일강

정치와 종교를 결합한 신권 정치(파라오 = 신의 아들일 정도로 왕권 강력), 사후 세계에 대한 믿음(내세적 세계관)(미라, 사자의 서), 태양력, 측량술, 기하학, 의학 등 실용학문 발달, 파피루스기록, 피라미드, 스핑크스 등.
- 메소포타미아 문명 발상지: 티그리스강, 유프라테스강 - 우르와 라가시

수메르인, 지구라트(거대신전), 태음력, 60진법, 함무라비 법전, 쐐기문자 등 국가기반 마련. 바빌로니아 왕국 등.
- 인도 문명 발상지: 인더스강

드라비다인, 하라파, 모헨조다로, 도시 문명, 도로망, 도시 위생 시설, 공중목욕탕, 기호 문자 등 사용. 농경 및 목축을 하면서 "바닷길(해로)"로 메소포타미아와 무역 등.
- 중국 문명 발상지: 황하, 양자강 일대

조, 수수 재배, 가축, 토기, 갑골문자, 은나라 은허 유적, 신정 정치, 농경 사회 등.